# Institut de linguistique et phonétique générales et appliquées
L'Institut de linguistique et phonétique générales et appliquées en abrégé ILPGA est une institution de recherche et d'enseignement en linguistique, destinée à l'enseignement et à la recherche dans le domaine général du langage (traité comme objet d'études pluridisciplinaires) et des langues, étudiées de façon synchronique et diachronique. Il a précédemment porté le nom d'Institut d'études linguistiques et phonétiques.
L'institut est connu notamment dans les domaines de la phonétique et de la phonologie car il fut historiquement l'un des lieux pionniers de la phonétique, en France.
Il héberge aujourd'hui le laboratoire de phonétique et phonologie, unité mixte de recherche du CNRS et de l'université Sorbonne-Nouvelle.
En outre, d'autres spécialités de la linguistique y sont également représentées de longue date. telles que l'étude des langues africaines, l'étude des Langues finno-ougriennes, le traitement automatique des langues, ou encore les approches sociales du langage.
Il a depuis 2011 le statut de département de l'UFR Littérature, linguistique et didactique de l'université Paris 3 - Sorbonne Nouvelle.

## Histoire

### Fondation des Archives de la Parole
L'Institut de linguistique et phonétique générales et appliquées est l'héritier des Archives de la parole créées par Ferdinand Brunot, le 3 juin 1911, au sein de la Sorbonne,,,,, grâce à un don de matériel des frères Pathé.
Influencé par les recherches en phonétique expérimentales de l'abbé Rousselot, Ferdinand Brunot a pour ambition de collecter des échantillons de parlers de toutes les régions de France afin de constituer un atlas de ces "patois", basé non plus sur des transcriptions écrites, mais directement sur l'enregistrement phonographique. Brunot est également inspiré par les Phonogrammarchiv de Vienne fondées par Siegmund Exner en 1899, dont il reprend le système d'organisation. Il entreprend alors la collecte de données en collaboration avec son élève, Charles Bruneau.
Entre 1911 et 1914, plus de trois cents enregistrements sont produits, pour les besoins des études linguistiques de Brunot, mais aussi des enregistrements dont l'intérêt est plutôt culturel ou patrimonial. Par exemple, une lecture par Émile Verhaeren de son poème Le Passeur d'eau, ou des enregistrements d'Alfred Dreyfus et de Guillaume Apollinaire.

### Le Musée de la parole et du geste et l'Institut de phonétique
Les Archives de la parole deviennent, après la Première Guerre mondiale, le cœur de l'Institut de phonétique de l'Université de Paris, nouvellement créé et doté de statuts,.
En 1928, archives et laboratoire s'installent au 19 rue des Bernardins sous le nom d'Institut de Phonétique - Musée de la Parole et du Geste,, nom toujours visible sur la façade du bâtiment en 2022 accompagné des deux dates de fondation, 1911 et 1928.
L'Institut de phonétique, rattaché à la faculté des lettres mais également à la faculté de médecine, dispense alors des enseignements relevant aussi bien de la phonétique pure et de la linguistique historique, des enseignements de prononciation du français à destination d'élèves étrangers, et des enseignements d'orthoépie visant à rééduquer les personnes souffrant de troubles du langage (tels que par exemple le bégaiement),. Le laboratoire de langue de l'institution nationale des Sourds-Muets lui est alors rattaché.
La séparation entre le versant « Institut de phonétique » et le versant « Musée de la parole » commence à voir le jour dans les années 1930, lorsque les deux organismes ne sont plus dirigés par la même personne : Pierre Fouché garde la direction de l'institut, le musée de la parole étant dirigé par Roger Dévigne.
En 1938, sous la direction de Dévigne, le musée de la parole devient « phonothèque nationale » et est chargé de recevoir les dépôts légaux pour les enregistrements en application de la loi de 1925,,.
Ces missions de conservation des documents sonores se rapprochent de celles de la Bibliothèque nationale.
La phonothèque nationale prend place au sein de la Bibliothèque nationale dont elle devient un département spécialisé en 1977, devenu par la suite le département de l'audiovisuel de la Bibliothèque nationale, tandis que l'Institut de phonétique se focalise désormais sur la recherche et l'enseignement.

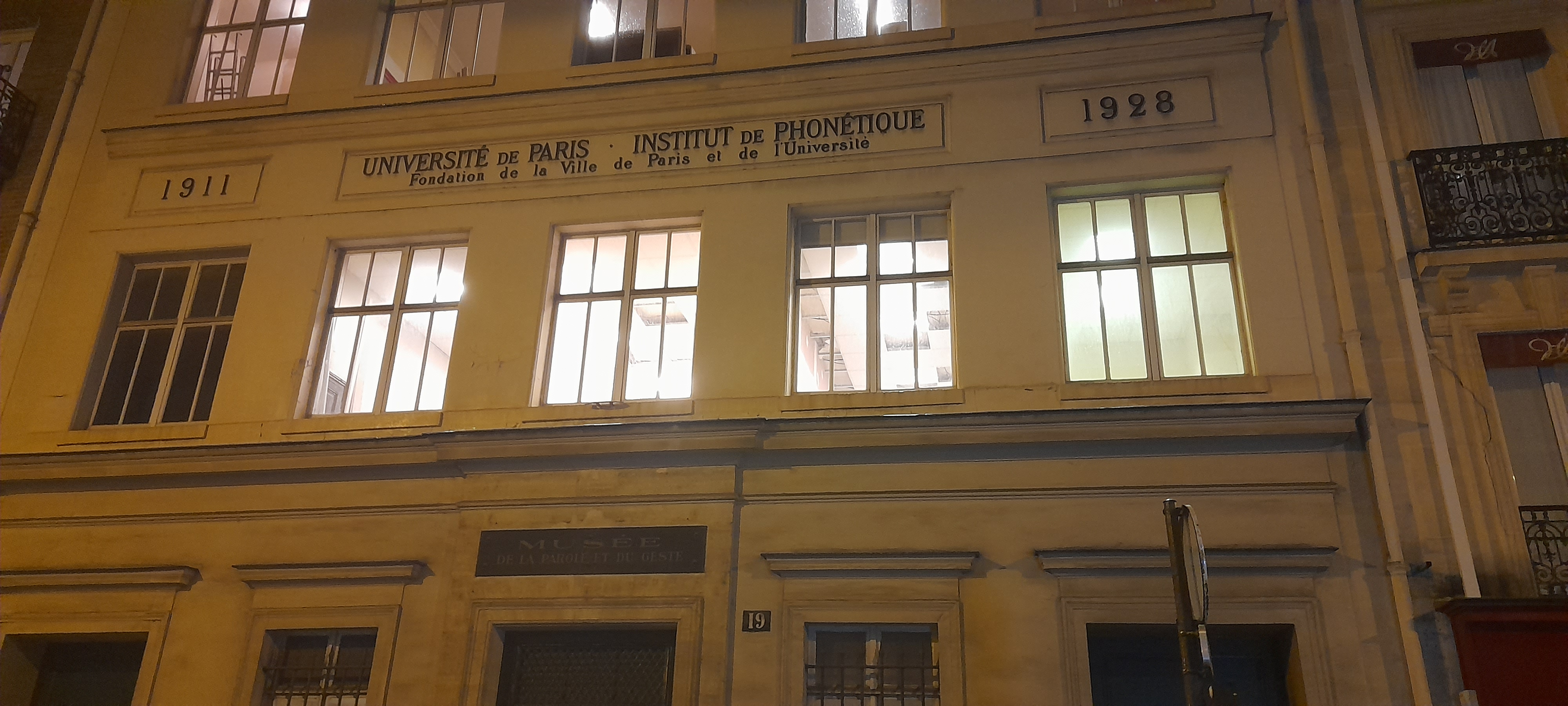
Vue de la façade du siège historique de l'ILPGA de nuit en janvier 2023

### L'institut de linguistique de Paris
De manière parallèle, un institut de linguistique est fondé au sein de la faculté des lettres de la Sorbonne, par décret du 17 décembre 1921, autour des linguistes Antoine Meillet, Joseph Vendryes, Oscar Bloch et Paul Boyer,.
Brunot, en tant que doyen de la faculté des lettres, siège également au comité directeur de cet institut.
Cet institut est le lieu d'enseignements, de séminaires et de conférences et sporadiquement adossé à des publications, les conférences de l'institut de Linguistique dans les années 1930, et les Travaux de l'institut de Linguistique, parus chez Klinksieck après la seconde guerre mondiale.

### Fusion des instituts de linguistique et de phonétique
L'Institut de phonétique et l'Institut de linguistique générale et appliquée de l'Université de Paris fusionnent en 1966 pour donner naissance à l'« Institut de phonétique et de recherches sur le fonctionnement du langage ». Outre des enseignements de linguistique générale, on y dispense des enseignements de linguistique française, et aussi de perfectionnement en français pour les apprenants étrangers.
Il devient par la suite Institut de linguistique et phonétique générales et appliquées (ILPGA).
Lors de la division de l'Université de Paris en 1969, l'institut rejoint l'Université Sorbonne-Nouvelle (Paris-3), dont il constitue une unité d'enseignement et de recherche (UER).

### Changement de statut et déménagement
En 2011, l'ILPGA cesse d'être une UFR de Paris III et devient un simple département de l'UFR Littérature, linguistique et didactique.
En 2022, l'ILPGA quitte son siège historique du 19 rue des Bernardins pour intégrer le nouveau Campus Nation de la Sorbonne-Nouvelle, déménagement contesté par de nombreux anciens étudiants et chercheurs,. Une association est même formée à cette occasion pour protester contre le déménagement.

## Liste de chercheurs de l'institut

### Directeurs

#### Institut de phonétique et Musée de la parole
- Ferdinand Brunot
- Jean Poirot[19],[13]
- Hubert Pernot[13]
- Pierre Fouché[31]

#### Phonothèque nationale
- Roger Dévigne[32]

#### Institut de Linguistique
- Joseph Vendryès[23]
- Michel Lejeune[31],[33]

#### Institut de linguistique et phonétique générales et appliquées
- René Gsell
- Jean Perrot (1966-1977 et 1981-1984)[26]
- Martine Vertalier (d)[34]
- Sû-tôôg-nooma Kukka Raphaël Kaboré (d)[35]
- Isabelle Tellier (d) (2014-2018)[36]
- Didier Demolin (d) (2018-2021)[37]
- Pascal Amsili (d) (2021-2023)
- James Costa (d) (2023-)

### Autres chercheurs
- David Cohen[38]
- Marguerite Durand
- Laurence Lentin[39]
- Aurélien Sauvageot
- Boris Rybak[40]

#### Phonétique et phonologie
- Nick Clements
- Pierre Delattre
- Marguerite Durand
- Annie Rialland
- Jacqueline Vaissière

### Anciens élèves
- Josiane Boutet
- Pierre Delattre
- Pierre Encrevé
- Iván Fónagy
- Bertil Malmberg
- Bernard Pottier[41]

## Formations
L'ILPGA, en tant que composante de l'université Sorbonne-Nouvelle, dispense les enseignements pour un ensemble de diplômes nationaux et de diplômes d'université.

### Diplômes nationaux
- Licence de Sciences du Langage
- Master de Sciences du Langage mention Sciences du Langage ; Didactique des langues
  - Spécialité Langage, Langues, Parole
  - Spécialité Ingénierie linguistique[c]
- Doctorat de Sciences du Langage

### Diplômes d'université
- Diplôme de phonétique générale
- Certificat de phonétique appliquée à la langue française

## Localisation
Jusqu'en mai 2022, l'ILPGA se situait au 19 rue des Bernardins dans le 5e arrondissement de Paris, près de la station de métro Maubert-Mutualité sur la ligne 10 ainsi que près de l'arrêt de bus Maubert-Mutualité sur la ligne 47. Il occupait ainsi toujours les locaux de l'ancien Musée de la Parole et du Geste, bâtiment de l'ancien Institut de phonétique de l'Université de Paris.
Désormais l'ILPGA se situe au 8, avenue de Saint-Mandé, dans le 12e arrondissement de Paris.